# Franciszek Bałdyga
Franciszek Bałdyga (ur. 2 marca 1891 w Starej Wsi k. Raciborza, zm. 16 września 1975) – powstaniec śląski, więzień niemieckich obozów zagłady.
Od marca 1919 członek Polskiej Organizacji Wojskowej Górnego Śląska. Był uczestnikiem trzech powstań śląskich. Członek żandarmerii polowej w szwadronie rybnickim, działacz społeczny. Podczas III powstania śląskiego służył w 10 kompanii 4 raciborskiego pułku piechoty. W latach międzywojennych pracował w Hucie "Silesia" w Rybniku. W okresie II wojny światowej aresztowany 20 kwietnia 1940 i przekazany do niemieckiego obozu koncentracyjnego Auschwitz-Birkenau. W 1941 został zwolniony z obozu. Po zakończonej okupacji w 1945 kontynuował pracę w Hucie.